# Oulad Aissa
Oulad Aissa  (in arabo اولاد عيسى‎?) è un centro abitato e comune rurale del Marocco situato nella provincia di Taroudant, nella regione di Souss-Massa. Conta una popolazione di 5 845 abitanti (censimento 2014).